# 根室市立花咲港小学校
根室市立花咲港小学校（ねむろしりつ はなさきみなとしょうがっこう）は、北海道根室市花咲港にある公立小学校。なお、港湾施設名は「はなさきこう」と読むが、学校名は「はなさきみなと」と読む。

## 沿革
- 1896年（明治29年）3月5日 - 花咲村児童教育所を創立。
- 1901年（明治34年）7月26日 - 根室郡根室町花咲簡易教育所と改称。
- 1905年（明治38年）8月25日 - 校舎落成。
- 1907年（明治40年）3月1日 - 根室町立花咲港尋常小学校と改称。
- 1925年（大正14年）11月28日 - 校舎改築落成式を挙行。
- 1941年（昭和16年）4月1日 - 国民学校令により、根室町立花咲国民学校と改称。
- 1947年（昭和22年）4月1日 - 学制改革により、根室町立花咲港小学校と改称。
- 1948年（昭和23年）1月13日 - 元海軍兵舎に移転。
- 1951年（昭和26年）9月21日 - 校舎改築落成式を挙行。
- 1956年（昭和31年）10月23日 - 校歌を制定。
- 1957年（昭和32年）8月1日 - 根室町の市制施行により、根室市立花咲港小学校と改称。
- 1963年（昭和38年）3月21日 - 校旗の入魂式挙行。
- 1969年（昭和44年）4月7日 - 完全給食を開始。
- 1986年（昭和61年）11月17日 - 屋内体育館の落成。
- 1988年（昭和63年）12月24日 - 新校舎の落成。
- 1989年（平成元年）2月19日 - 新校舎落成と開校93周年記念の両式典を挙行し、祝賀会開催。
- 1997年（平成9年）2月9日 - 開校百周年記念式典挙行し、祝賀会開催。
- 1998年（平成10年）6月26日 - グランド排水溝工事の開始。
- 2002年（平成14年）7月17日 - 釧路新聞教育図書の寄贈を受ける。
- 2004年（平成16年）4月1日 - 複式3学級編成（根室市複式連盟に加入）。

## 通学区域と進学先中学校
出典

### 通学区域
- 花咲港（一円）

### 進学先中学校
- 根室市立光洋中学校

## 周辺
- 根室漁業無線局

## 交通
- 根室交通「花咲港」バス停下車後、徒歩約640m・約10分。